# Верхний Чат
Верхний Чат (баш. Үрге Сат) — село в Янаульском районе Республики Башкортостан Российской Федерации. Входит в состав Месягутовского сельсовета.

## География

### Географическое положение
Расстояние до:
- районного центра (Янаул): 43 км,
- центра сельсовета (Месягутово): 6 км,
- ближайшей ж/д станции (Янаул): 43 км.

## История
Деревня основана во 2-й половине XVIII века башкирами Урман-Гарейской волости Осинской дороги на собственных землях. До конца XVIII века называлась Чатово.
В 1795 году учтено 20 дворов и 104 души обоего пола, в 1816 году — 22 двора и 158 человек, в 1834 году — 44 двора и 261 человек.
В 1842 году жители деревни занимались земледелием (сеяли по 4,8 пуда хлеба на каждого из 261 человека), животноводством (в среднем на двор имели лошадей по 2,7, коров — по 2,9, овец — по 3,9, коз — по 2,1), пчеловодством (на каждый из 44 дворов приходилось по 3,3 улья).
В том же году построена мечеть.
В 1859 году — 57 дворов и 335 жителей.
В 1870 году в деревне Верхняя Чатова 2-го стана Бирского уезда Уфимской губернии в 64 дворах — 347 человек (178 мужчин, 169 женщин), все показаны мещеряками. Имелась мечеть, жители занимались пчеловодством и извозом.
В 1896 году в деревне Верхне-Чат (Егор-Чат) Кызылъяровской волости VII стана Бирского уезда 92 двора и 488 жителей (250 мужчин и 238 женщин). Имелись мечеть, хлебозапасный магазин и торговая лавка.
По данным переписи 1897 года в деревне проживало 500 жителей (241 мужчина и 259 женщин), все магометане.
В 1906 году — 557 человек. В начале XX века построено медресе.
В 1918 году открылась советская начальная школа.
В 1920 году по официальным данным в деревне было 112 дворов и 554 жителя (266 мужчин, 288 женщин), по данным подворного подсчета — 612 башкир в 112 хозяйствах.
В 1939 году население села составляло 505 жителей, в 1959 году — 445.
Во время Великой Отечественной войны работал колхоз «Салават» (изначально — «Яны Ялан»). В 1957—68 годах работал ФАП.
В 1982 году население — около 270 человек.
В 1989 году — 243 человека (113 мужчин, 130 женщин).
В 2002 году — 164 человека (82 мужчины, 82 женщины), башкиры (79 %).
В 2010 году — 127 человек (70 мужчин, 57 женщин).
В 1975 году в селе поставлена стела «Вечная память героям, павшим в боях за Родину».

## Население
| 2002 | 2009 | 2010 |
| ---- | ---- | ---- |
| 164  | ↘152 | ↘127 |

## Известные уроженцы
- Аминева, Флюра Миргалиевна (5 июля 1928—2011) — Герой Социалистического Труда.